# Alexis Lazaroff
 (juillet 2024).
Pour les articles homonymes, voir Lazarev.

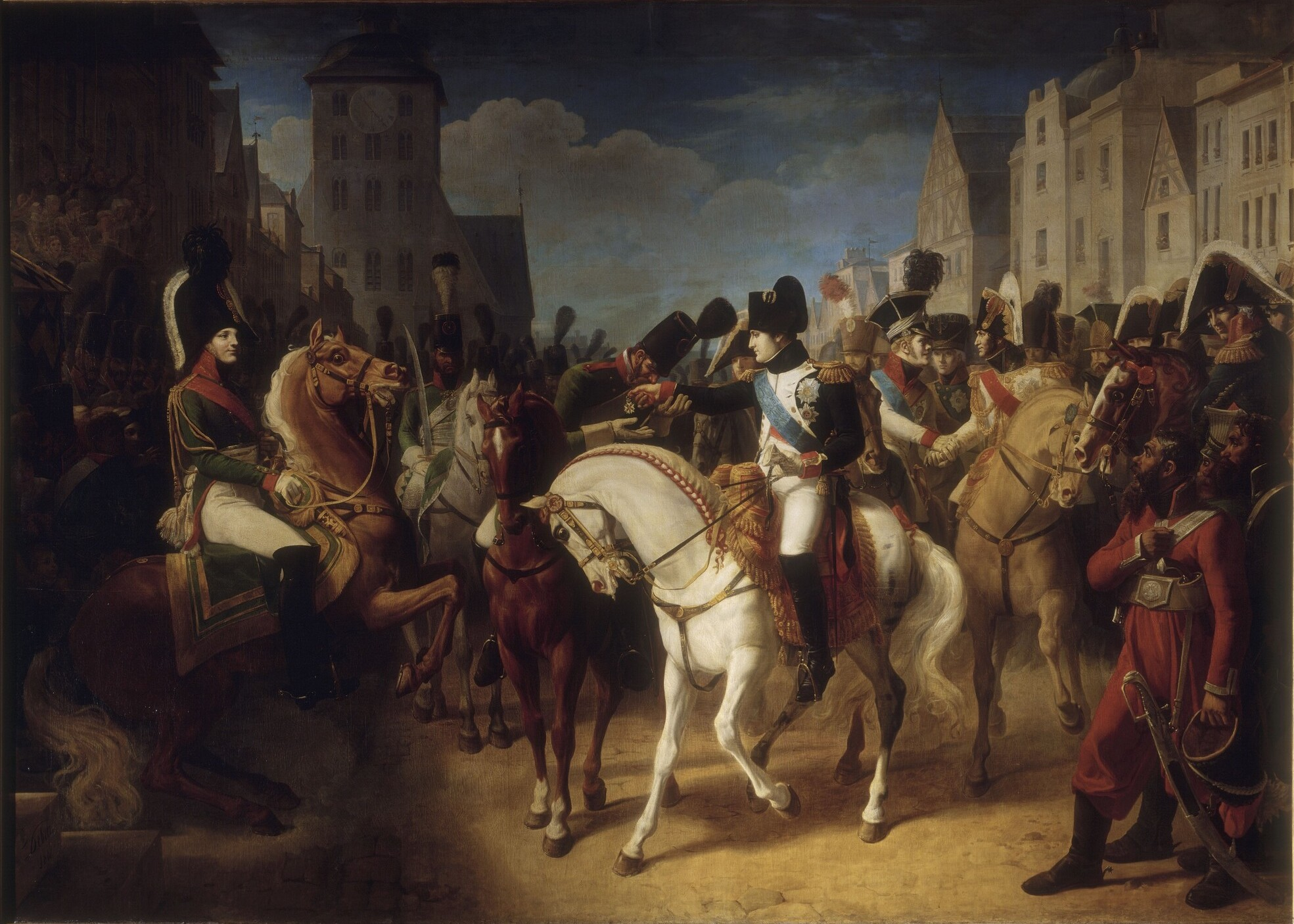
Napoléon décore à Tilsit un soldat de l'armée russe (Alexis Lazaroff) de la croix de la Légion d'honneur le 9 juillet 1807. Un tableau peint par Jean-Baptiste Debret en 1808.

Alexis Lazaroff ou Alexey Evdokimovich Lazarev est un militaire russe ayant combattu pour la Russie lors des guerres napoléoniennes. 

## Biographie
Le 9 juillet 1807, lors d'une parade des troupes russes et françaises, le jour de la signature des traités de Tilsit, Napoléon demande à Alexandre Iᵉʳ la permission de décerner la Légion d'honneur au soldat le plus courageux du régiment de Préobrajensky. Mikhaïl Kozlovsky, le commandant du régiment, convoque le grenadier Aleksei Lazarev. Lazarev, fils de soldat, est fait officier de la Légion d'honneur et bénéficiaire d'une pension de 1 200 francs par an,,.
Deux ans plus tard, Lazarev est éjecté du régiment. En 1819, de retour dans le bataillon d'invalides des Preobrazhenskys, c'est-à-dire des vétérans, en tant qu'enseigne, il est arrêté pour avoir agressé deux civils.
Il se suicide avant que son cas ne soit résolu.